# Rhopalocerus setosus
Rhopalocerus setosus là một loài bọ cánh cứng trong họ Zopheridae. Loài này được W. Redtenbacher miêu tả khoa học năm 1842.